# Max Lüthi
Max Lüthi, né le 11 mars 1909 à Berne et mort le 20 juin 1991 à Zurich, est un philologue suisse, chercheur en littérature, exégète des contes populaires et professeur d'université.

## Biographie
De 1928 à 1935, Lüthi étudie la germanistique, l'histoire et la littérature de langue anglaise dans les universités de Berne, de Lausanne, de Londres et à l'Université Humboldt de Berlin, où il obtient le diplôme d'enseignant de Gymnasium (lycée). À partir de 1936, il est maître principal de langue allemande à la Kantonsschule Hohe Promenade de Zurich. Il passe sa thèse de doctorat, intitulée Le don dans le conte et la légende, à Berne en 1943. En 1968, la chaire de littérature populaire européenne est créée pour lui à l'Université de Zurich, où il exerce jusqu'à sa retraite en 1979. La même année, il est nommé professeur honoraire. De 1973 à 1984, il a contribué comme rédacteur à l’Encyclopédie du Conte (Enzyklopädie des Märchens).
L'ensemble de ses manuscrits et notes est conservé aux archives universitaires de Zurich.

## Récompenses
- 1979 : Grand Prix de l'Académie allemande (Ass. Volkach) pour la Littérature d'enfance et de jeunesse[2]
- 1988 : Prix Européen du Conte de la Fondation Walter Kahn[3].

## Publications (en allemand)
(Liste non exhaustive)
- Die Gabe im Märchen und in der Sage. Ein Beitrag zur Wesenserfassung und Wesensscheidung der beiden Formen. Bern 1943.
- Das europäische Volksmärchen. Form und Wesen. Eine literaturwissenschaftliche Darstellung. Bern 1947.
  - (de) 11e édition : A. Francke Verlag - UTB, Tübingen, Bâle, 2005  (ISBN 978-3-8252-0312-2)
  - (en) Trad. en anglais : The European Folktale: Form and Nature, Indiana University Press, 1986  (ISBN 978-0253203939)
- Shakespeares Dramen. Berlin 1957.
- Volksmärchen und Volkssage. Zwei Grundformen erzählender Dichtung. Bern/München 1961
- Es war einmal. Vom Wesen des Volksmärchens. Göttingen 1962 (Kleine Vandenhoeck-Reihe; 136/137).
  - (en) Trad. en anglais : Once upon a Time - On the Nature of Fairy Tales, Indiana University Press, 1976  (ISBN 978-0-253-20203-1)
- Märchen. Stuttgart 1962 (Sammlung Metzler. Realienbücher für Germanisten. Abt. E. Poetik; 16).
- Shakespeare. Dichter des Wirklichen und des Nichtwirklichen. Bern 1964 (Dalp-Taschenbücher; 373).
- So leben sie noch heute. Betrachtungen zum Volksmärchen. Göttingen 1969 (Kleine Vandenhoeck-Reihe; 294/295/296).
- Volksliteratur und Hochliteratur. Menschenbild, Thematik, Formstreben. München [u.a.] 1970.
- Das Volksmärchen als Dichtung. Ästhetik und Anthropologie. Düsseldorf 1975 (Studien zur Volkserzählung; 1).
- Vom Wesen des Märchens. Heilbronn 1989 (Troubadour; 1989,1).